# Henie Onstad Kunstsenter

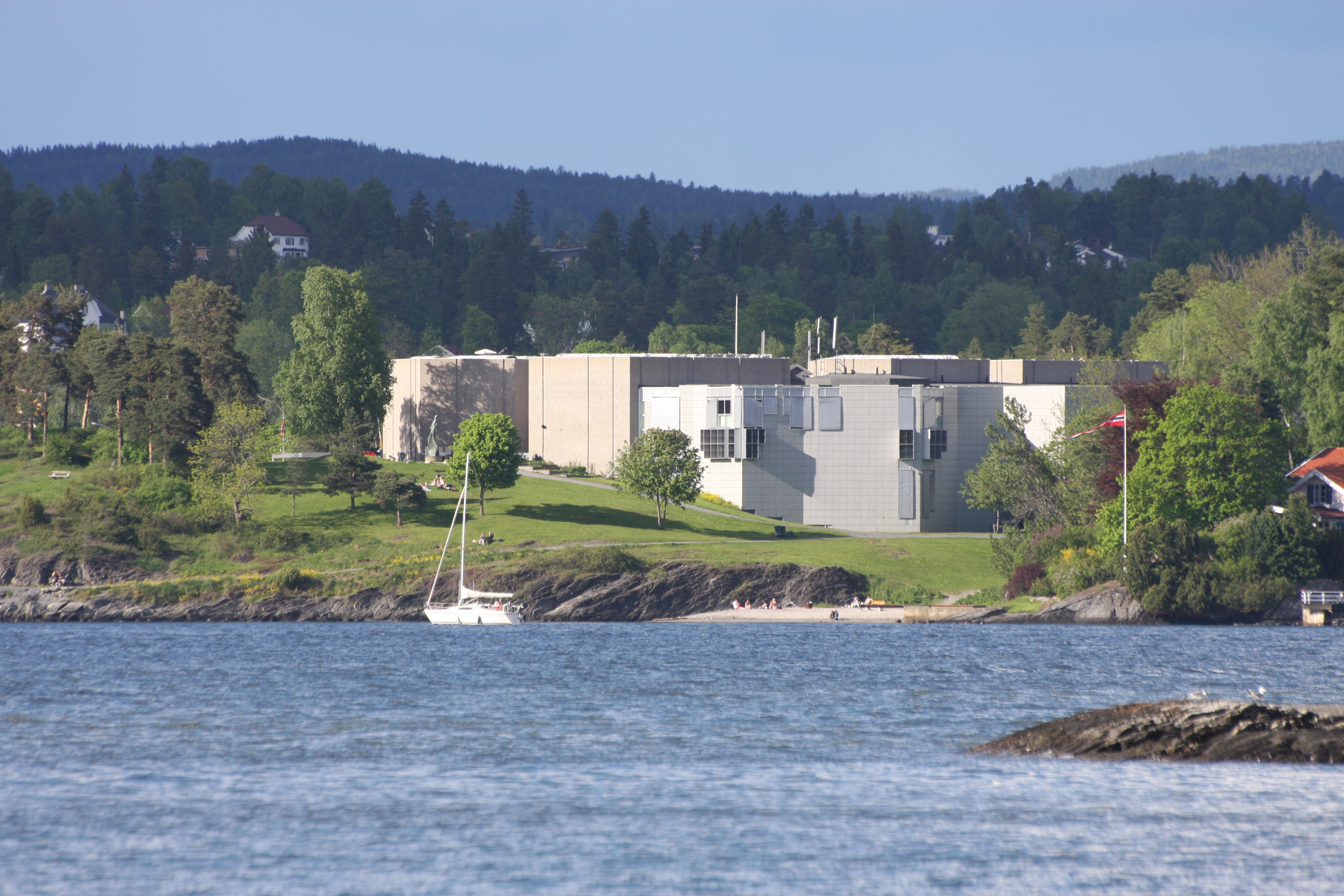
Henie Onstad Kunstsenter

Das Henie Onstad Kunstsenter (HOK) in Høvikodden, Norwegen, ist mit einer Sammlung von über 8000 Werken und einem wechselnden Ausstellungsprogramm ein Ort für norwegische und internationale Kunst. Das Museum befindet sich auf einer Halbinsel, 15 Minuten von der norwegischen Hauptstadt Oslo entfernt. Es wurde 1968 eröffnet und beherbergt eine bedeutende Sammlung moderner und zeitgenössischer Kunst und einen großen Skulpturenpark. Als Dauerinstallation ist die Arbeit Hymn of Life der japanischen Künstlerin Yayoi Kusama zu sehen und im neuen Erweiterungsbau „Sal Merz“ wird das Werk von Kurt Schwitters, seinen Zeitgenossen und Nachfolgern präsentiert.

## Geschichte

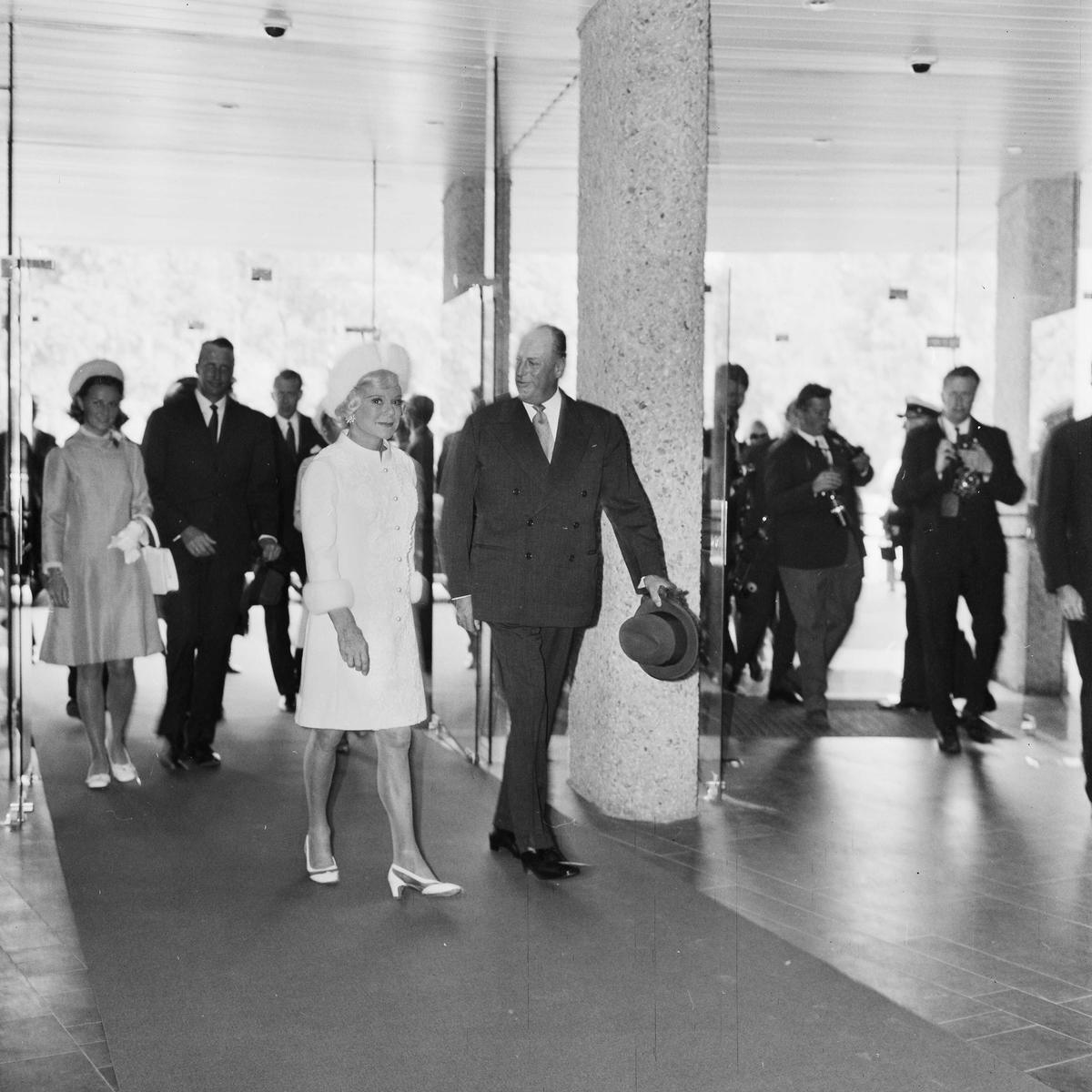
Eröffnung des Henie-Onstad Kunstsenter im Jahr 1968. – Vorne: Sonja Henie und König Olav V. – Hinten: Kronprinzessin Sonja und Kronprinz Harald

Das Kunstzentrum wurde 1968 von der Eiskunstlauf-Weltmeisterin und Olympiasiegerin Sonja Henie (1912–1969) und ihrem Mann, dem Reeder und Kunstsammler Niels Onstad (1909–1978), gegründet.
Sonja Henie (1912–1969) war eine norwegische Eiskunstläuferin und Filmschauspielerin, die als dreifache Olympiasiegerin und zehnfache Weltmeisterin im Eiskunstlauf weltberühmt wurde. Mit ihrem Übergang ins Showgeschäft in den 1930er Jahren wurde sie zu einem der bestbezahlten Stars in Hollywood, was ihre Popularität und ihren Einfluss weiter steigerte. Sie war eine der ersten und größten Kunstsammlerinnen Norwegens.
Niels Onstad (1909–1978) war ein aktiver Fußballspieler. Am bekanntesten ist er jedoch als Reeder und Kunstsammler. Gemeinsam mit seinem Bruder Haakon Onstad gründete er 1935 die Reederei Niels Onstad Tankrederi A/S. Niels Onstad und Sonja Henie lernten sich 1955 in den USA kennen. Sein viel zitierter Ausspruch „Ich bevorzuge die Kunst von morgen“ ist bezeichnend für die Ausrichtung ihrer gemeinsamen Kunstsammlung.
Als Sammler hatten Sonja Henie und Henie Onstad ein starkes persönliches Engagement und enge Freundschaften mit den Künstlern, die sie sammelten. Sonja Henie und Niels Onstad waren Zeitgenossen, Menschen ihrer Zeit, und ihre Sammlungen spiegeln dies wider. So sammelten sie zum Beispiel auffallend wenig Kunstwerke von Frauen und hauptsächlich europäische Malerei. Das Ehepaar stiftete 1961 mit der Gründung der Sonja Henie und Niels Onstad Stiftung ihre private Sammlung zeitgenössischer Kunst, die insgesamt 110 Gemälde umfasst, sowie die Mittel für den Bau und den Betrieb des Zentrums.

## Architektur
Das von den norwegischen Architekten Jon Eikvar und Sven Erik Engebretsen entworfene Zentrum beherbergt auch die Preissammlung von Sonja Henie.

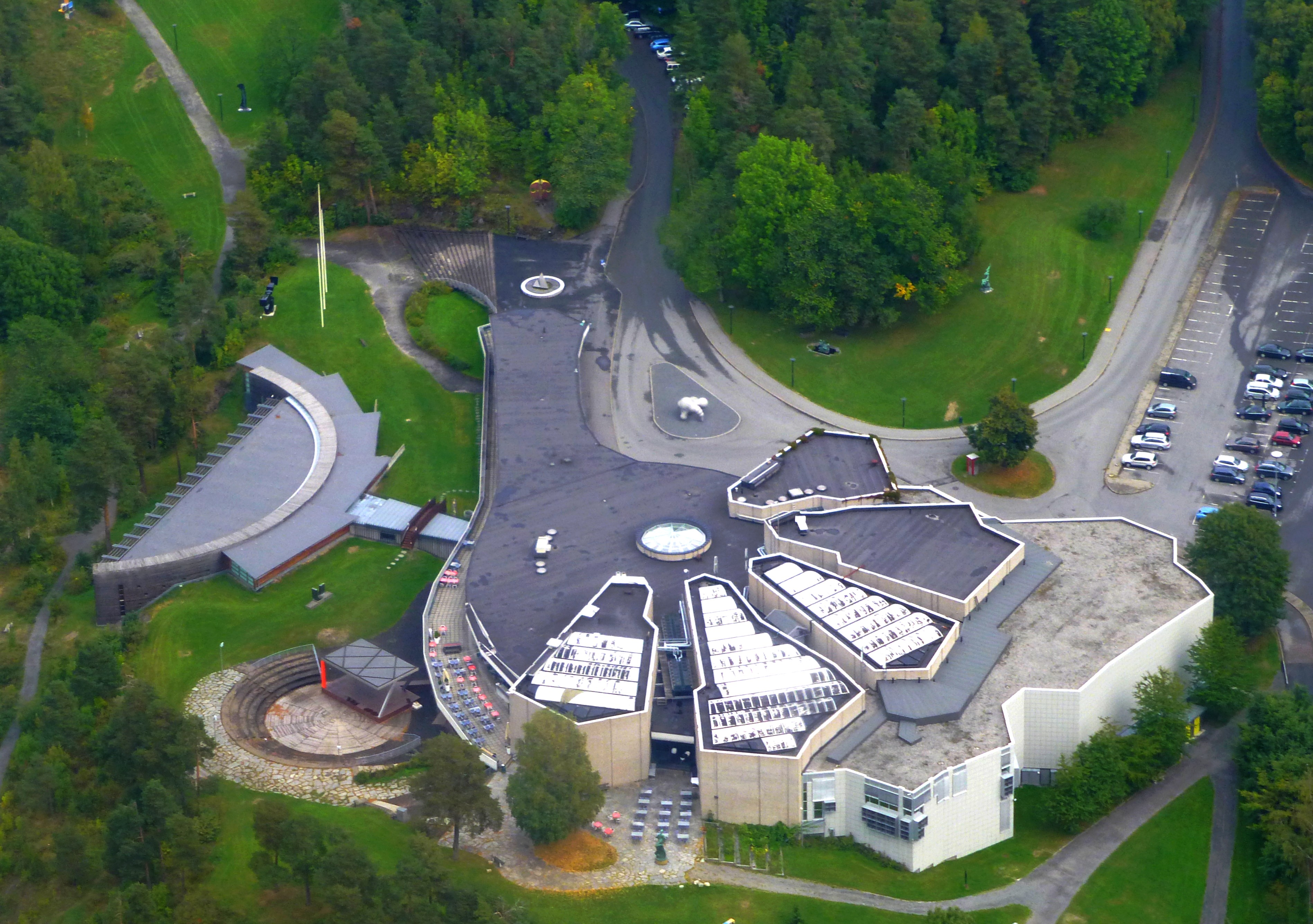
Henie Onstad Kunstsenter

1994 wurde das Gebäude um einen zweigeschossigen Flügel mit Ausstellungsflächen und Technikräumen erweitert, der von denselben Architekten entworfen wurde und sich als organische Erweiterung an das Hauptgebäude anschließt. Im Jahr 2003 erfolgte eine weitere Erweiterung, diesmal in Form eines Anbaus, der sich in den Außenpark erstreckt und durch einen Durchgang von der unteren Ebene mit dem Hauptgebäude verbunden ist. Neben sechs Ausstellungsräumen verfügt das Zentrum über ein Auditorium und kleinere Besprechungsräume. Die Gesamtfläche des Gebäudes beträgt heute ca. 9.500 m², davon 3.500 m² Ausstellungsfläche.

## Werke
Die Sammlung von Sonja Henie und Niels Onstad stand in der europäischen Sammlertradition der Zeit und war nach Frankreich ausgerichtet. Hier finden sich Namen wie Henri Matisse, Juan Gris, Jacques Villon, Pablo Picasso und Pierre Bonnard. Die beiden interessierten sich für die Kunst der 1950er Jahre und insbesondere für zwei Hauptrichtungen: der lyrischen, von der Natur inspirierten École de Paris wie von Hans Hartung, Anna-Eva Bergman und abstrakte geometrische Bilder von Paul Klee. Daneben stand der nordische „Expressionismus“, u. a. vertreten durch die CoBrA-Künstler Karel Appel und Pierre Alechinsky, sowie von Jakob Weidemann. Seit der Gründung des Kunstzentrums hat sich die Sammlung in unterschiedliche Richtungen entwickelt und ist dabei kontinuierlich gewachsen.
Heute verfolgt das Henie Onstad Kunstsenter bei der Entwicklung seiner Sammlung einen neuen Ansatz. „Unsere Strategie ist es, sowohl Frauen als auch Künstler aus einem breiten geografischen Raum zu sammeln“, sagt Chefkuratorin Caroline Ugelstad.
Im Skulpturenpark befinden sich Großplastiken folgender Künstler (u. a.): Émile Gilioli, Tony Cragg, Per Kirkeby, Henry Moore, Sigurdur Gudmundsson, Per Inge Bjørlo, Kai Nielsen, The Philosophy Stone, Trygve Fredriksen – The Filipstad Banana (1952).

## Der „Fall“ Matisse
Im Jahr 2012 widmete das Centre Pompidou dem Künstler Henri Matisse eine Ausstellung mit dem Titel Matisse. Paires et séries (deutsch: „Paare und Serien“). Unter den ausgestellten Werken befand sich auch das Gemälde Blaues Kleid auf ockerfarbenem Sessel, welches vom Henie Onstad Kunstsenter als Leihgabe zur Verfügung gestellt wurde. Das Londoner Art Loss Register (ALR) identifizierte das Gemälde als Verlust der Sammlung Rosenberg.
Die Familie des französisch-jüdischen Kunsthändlers Paul Rosenberg hat das Henie-Onstad-Kunstzentrum um die Rückgabe des 1941 von den Nationalsozialisten beschlagnahmten Matisse-Gemäldes gebeten, nachdem sie vom ALR informiert worden war. Die Direktorin des Museums, Tone Hansen, gab an, dass ihre Institution bis zum Kontakt mit dem Art Loss Register keine Kenntnis von der Geschichte des Werkes hatte.
Paul Rosenberg hatte das Gemälde im Jahre 1937 direkt von Matisse erworben und es zum Zeitpunkt der Invasion Frankreichs im Jahre 1940 zusammen mit 17 weiteren Bildern in einem Banksafe in Libourne gelagert. Nach der Besetzung Frankreichs floh Paul Rosenberg mit seiner Familie nach New York, wobei er die Werke nicht mitnehmen konnte. Aufgrund einer Denunziation wurde der Safe am 28. April 1941 von den Nationalsozialisten geöffnet und der Inhalt beschlagnahmt. In den Räumen des Jeu de Paume in Paris wurden ab dem 1. November 1940 die Ergebnisse der Beschlagnahmungen gesammelt. Des Weiteren wurden die Werke archiviert und fotografiert. Nach dem Krieg erwarb Niels Onstad das Gemälde über die Galerie Pétridès von dem Pariser Kunsthändler Henri Bénézit. Seither wurde das Gemälde in einer Vielzahl von Publikationen veröffentlicht und unternahm mehrere Reisen zu verschiedenen Ausstellungen in der Welt.
Nach norwegischem Recht ist das Gemälde aufgrund seines langjährigen Besitzes nun Eigentum des Henie Onstad Kunstsenter. Norwegen ist jedoch Unterzeichnerstaat der Grundsätze der Washingtoner Konferenz von 1998 über die Beschlagnahme von Kunstwerken durch die Nationalsozialisten. In der Folge wurden Verhandlungen aufgenommen, die schließlich am 21. März 2014 zur Rückgabe des Kunstwerks an die Rosenberg-Erben führten.